# Tonnerre sur le Pacifique
Pour plus de détails, voir Fiche technique et Distribution.
Tonnerre sur le Pacifique (The Wild Blue Yonder) est un film américain réalisé par Allan Dwan, sorti en 1951.

## Synopsis
Une histoire d'amour et de jalousie entre le capitaine Harold Calvert, son cousin le major Tom West et le lieutenant Helen Landers, sur fond d'essais du B-29 avant et pendant son utilisation pour le bombardement du Japon.

## Fiche technique
- Titre original : The Wild Blue Yonder
- Titre français : Tonnerre sur le Pacifique
- Réalisation : Allan Dwan
- Scénario : Richard Tregaskis (en)
- Direction artistique : James W. Sullivan (en)
- Décors : John McCarthy Jr. (en), Charles S. Thompson (en)
- Costumes : Adele Palmer
- Photographie : Reggie Lanning
- Son : Richard Tyler (en), Howard Wilson
- Montage : Richard L. Van Enger
- Musique : Victor Young
- Production : Allan Dwan
- Société de production : Republic Pictures
- Société de distribution : Republic Pictures
- Pays de production :  États-Unis
- Langue originale : anglais
- Format : Noir et blanc  — 35 mm — 1,37:1 — son mono
- Genre : Film dramatique, Film de guerre
- Durée : 98 minutes
- Dates de sortie : 
  - États-Unis : 5 décembre 1951
  - France : 1er août 1952

## Distribution
- Wendell Corey : Capitaine Harold "Cal" Calvert
- Vera Ralston : Lieutenant Helen Landers
- Forrest Tucker : Major Tom West
- Phil Harris : Sergent Hank Stack
- Walter Brennan : Général Wolfe
- William Ching : Lieutenant Ted Cranshaw
- Ruth Donnelly : Major Ida Winton
- Harry Carey Jr. : Sergent "Shaker" Schuker
- Penny Edwards : Connie Hudson
- Wally Cassell : Sergent Pulaski
- Hal Baylor : Sergent Eric Nelson
- David Sharpe : Henry E. Erwin

## Chansons du film
- "The U.S. Air Force" : paroles et musique de Robert Crawford
- "The Heavy Bomber Song" : paroles et musique de Ned Washington et Victor Young
- "The Man Behind the Armor-Plated Desk" : air traditionnel, lyrics d'Allan Dwan
- "The Thing" : paroles et musique de Charles R. Green.